# Zuid-Afrikaanse rand

Koers ZAR - EUR

De Zuid-Afrikaanse rand (afgekort aangeduid als ZAR) is de munteenheid van Zuid-Afrika. De naam rand is afgeleid van de goudader in Witwatersrand. Deze munteenheid werd ingevoerd in 1961, toen Zuid-Afrika een republiek werd. De rand verving het Zuid-Afrikaanse pond als wettelijke munteenheid en wettig betaalmiddel.
Sedert 1967 wordt er een gouden rand geslagen. Deze munt, de krugerrand, is voornamelijk bestemd voor beleggers en, in mindere mate, voor muntverzamelaars.

## Munten
Er zijn munten van 10 cent, 20 cent, 50 cent, 1, 2 en 5 rand (tot 2022 ook munten van 1 en 5 cent). De munten worden geslagen door de South African Mint. Sinds de jaren 90 komt op de munten de landstaal in twaalf officiële talen voor (bij beurtrol per jaar op ieder type munt).

## Bankbiljetten
Er zijn vijf bankbiljetten (van 10, 20, 50, 100 en 200 rand) en negen munten (van 1, 2, 5, 10, 20 en 50 cent alsmede 1, 2 en 5 rand). Sinds april 2002 worden de munten van 1 en 2 cent niet meer geslagen. In augustus 2004 werd een nieuwe munt van 5 rand ingevoerd. Deze bestaat, net als de 1 en 2 euromunten, uit twee verschillende metalen.
De eerste bankbiljetten, uitgegeven in 1961, beeldden Jan van Riebeeck af, de eerste Nederlandse gouverneur van de Kaapkolonie. In de jaren negentig werden nieuwe bankbiljetten ontworpen. In november 2012 werden nieuwe bankbiljetten ingevoerd met afbeeldingen van Nelson Mandela aan de voorkant. Op de achterkant hiervan staan grote dieren (de Grote Vijf, ook bekend als de Big Five) afgebeeld: neushoorns, olifanten, leeuwen, buffels en luipaarden. 
| (vijfde en huidige serie "Nelson Mandela" 2012) | (vijfde en huidige serie "Nelson Mandela" 2012) | (vijfde en huidige serie "Nelson Mandela" 2012) | (vijfde en huidige serie "Nelson Mandela" 2012) | (vijfde en huidige serie "Nelson Mandela" 2012) | (vijfde en huidige serie "Nelson Mandela" 2012) |
| Nominale waarde                                 | Voorkant                                        | Achterkant                                      | Kleur                                           | Talen                                           | Grootte (mm)                                    |
| ----------------------------------------------- | ----------------------------------------------- | ----------------------------------------------- | ----------------------------------------------- | ----------------------------------------------- | ----------------------------------------------- |
| 10 rand                                         | Nelson Mandela                                  | Neushoorns                                      | Groen                                           | Engels, Afrikaans, Swazi                        | 128 x 70                                        |
| 20 rand                                         | Nelson Mandela                                  | Olifanten                                       | Bruin                                           | Engels, Zuid-Ndebele, Tswana                    | 134 x 70                                        |
| 50 rand                                         | Nelson Mandela                                  | Leeuwen                                         | Rood                                            | Engels, Venda, Xhosa                            | 140 x 70                                        |
| 100 rand                                        | Nelson Mandela                                  | Kafferbuffels                                   | Blauw                                           | Engels, Noord-Sotho, Tsonga                     | 146 x 70                                        |
| 200 rand                                        | Nelson Mandela                                  | Luipaarden                                      | Oranje                                          | Engels, Zuid-Sotho, Zoeloe                      | 152 x 70                                        |

## Wisselkoers
Zuid-Afrika hanteert een zwevende wisselkoersbeleid al heeft de centrale bank de mogelijkheid om in te grijpen bij scherpe fluctuaties.
In september 2001 verloor de rand veel waarde ten opzichte van andere grote munteenheden. In december 2001 was de koers van de rand ZAR 13,85 tegen één Amerikaanse dollar, het laagste punt ooit. Sindsdien heeft de rand het waardeverlies weer deels goedgemaakt, tot ZAR 7,50 per dollar (2008). Daarna heeft de rand meer verlies geleden. Mede door de coronacrisis was de wisselkoers gedaald naar 19,9 rand/euro op 12 september 2020.
| Jaar | Gemiddeld |  | Jaar | Gemiddeld |
| 2010 | 7,321     |  | 2020 | 16,459    |
| 2011 | 7,261     |  | 2021 | 14,779    |
| 2012 | 8,210     |  | 2022 | 16,356    |
| 2013 | 9,655     |  |      |           |
| 2014 | 10,853    |  |      |           |
| 2015 | 12,759    |  |      |           |
| 2016 | 14,710    |  |      |           |
| 2017 | 13,324    |  |      |           |
| 2018 | 13,234    |  |      |           |
| 2019 | 14,448    |  |      |           |